# Joinvillea borneensis
Joinvillea borneensis là một loài thực vật có hoa trong họ Joinvilleaceae. Loài này được Becc. mô tả khoa học đầu tiên năm 1902.